# Puerto de Nueva Palmira
El Puerto de Nueva Palmira es el puerto de la ciudad de Nueva Palmira, departamento de Colonia, Uruguay. Es propiedad de la Administración Nacional de Puertos (ANP) pero varios privados están instalados en el puerto como Ontur Internacional S.A. (Terminal Ontur), Ontemar Logistics, Corporación Navíos S.A., Terminales Graneleras Uruguayas formando entre todos el sistema Zona Franca de Nueva Palmira. 

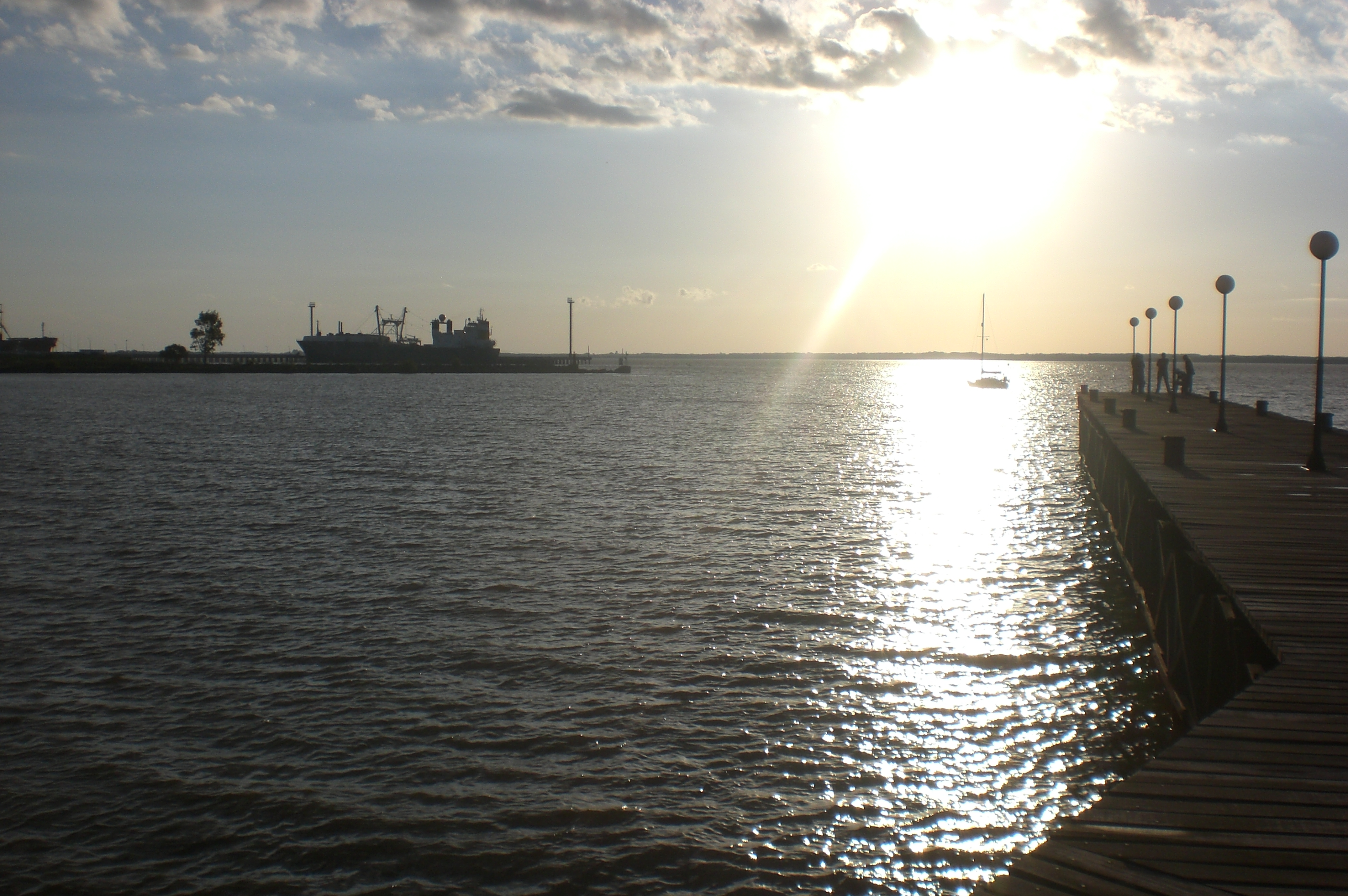
El puerto en el año 2011.

Este puerto se encuentra ubicado al inicio de la Hidrovía Paraná - Paraguay de 3.400 kilómetros que se extiende hasta Puerto Cáceres en el Mato Grosso de Brasil. Su canal de acceso es el Canal Martín García, que cuenta con un calado de 32 pies. Además, el puerto tiene un calado de 4 y 5 metros. El capitán del puerto[cita requerida] es Álvaro Llanes.
En 2016 se realizaron movimientos en Nueva Palmira por 7,3 kilotoneladas.